# 1942: Joint Strike
1942: Joint Strike es un videojuego desarrollado por Backbone Entertainment para Xbox 360 a través de Xbox Live Arcade y PlayStation 3 a través de PlayStation Network. Fue lanzado en 2008. Es el remake del videojuego original de 1984 1942.

## Jugabilidad
El juego es una fusión de varios elementos de la serie 19XX. Incluye medidor de salud y sistema de bombas de 1943: The Battle of Midway; fuego de carga, secciones de batalla terrestres y aumentos de rango desde 1941: Counter Attack; y alineación de cazas, bonificación de nivel final basada en bombas y sistema de clasificación de niveles de 19XX: The War Against Destiny.

## Recepción
| Críticas Publicación Calificación PS3 Xbox 360 1UP.com B+ [ 3 ] B+ [ 3 ] Edge 4/10 [ 4 ] 4/10 [ 4 ] Eurogamer N/A 7/10 [ 5 ] GamePro [ 6 ] [ 6 ] Game Revolution N/A B− [ 7 ] GameSpot 6.5/10 [ 8 ] 6.5/10 [ 8 ] Giant Bomb [ 9 ] [ 9 ] IGN 7/10 [ 10 ] 7/10 [ 11 ] PlayStation Official Magazine (UK) 6/10 [ 12 ] N/A Official Xbox Magazine N/A 6/10 [ 13 ] 411Mania N/A 7.5/10 [ 14 ] Wired 6/10 [ 15 ] 6/10 [ 15 ] Puntuaciones de reseñas Metacritic 69/100 [ 16 ] 68/100 [ 17 ] |              |              |
| Críticas |              |              |
| Publicación | Calificación | Calificación |
| Publicación | PS3          | Xbox 360     |
| 1UP.com | B+           | B+           |
| Edge | 4/10         | 4/10         |
| Eurogamer | N/A          | 7/10         |
| GamePro | [ 6 ]        | [ 6 ]        |
| Game Revolution | N/A          | B−           |
| GameSpot | 6.5/10       | 6.5/10       |
| Giant Bomb | [ 9 ]        | [ 9 ]        |
| IGN | 7/10         | 7/10         |
| PlayStation Official Magazine (UK) | 6/10         | N/A          |
| Official Xbox Magazine | N/A          | 6/10         |
| 411Mania | N/A          | 7.5/10       |
| Wired | 6/10         | 6/10         |
| Puntuaciones de reseñas |              |              |
| Metacritic | 69/100       | 68/100       |

El juego recibió críticas "promedio" en ambas plataformas según el sitio web de agregación de reseñas Metacritic. IGN comentó sobre la corta duración del juego, el juego en línea "irregular" y la mala relación calidad-precio, pero elogió la revisión gráfica. Anthony Gallegos de 1Up.com afirmó que si bien el juego fue corto, esto contribuyó a su atractivo "arcade".
Desde su lanzamiento, la versión de Xbox 360 vendió 111,195 unidades en todo el mundo hasta enero de 2011. Las ventas aumentaron a 119,376 unidades a finales de 2011.